# Димитър Горов
Димитър Иванов Горов е български търговец, деец на българското революционно движение.

## Биография
Роден е на 28 юни 1840 г. в Пещера. През 1866 г. се преселва в Браила, Румъния, а по-късно се установява в Гюргево. Благодарение на своето трудолюбие, находчивост и икономия, успява да натрупа капитал и да отвори фабрика за свещи и сапун. Жени се за сестрата на Ангел Кънчев – Иванка Кънчева. Голяма част от спечелените пари дава за свободата на България.
Сближава се с Любен Каравелов, Васил Левски, Ангел Кънчев, Стефан Стамболов, Христо Ботев. Той дава част от парите и изпраща до Вардин четата на Хаджи Димитър и Стефан Караджа през 1868 г. През есента на 1875 г. наема къща за Гюргевския революционен комитет. Неговата „кесия“ била отворена за всеки изпаднал в беда бунтовник.
Димитър Горов финансира издаването на Песни и стихотворения от Ботьова и Стамболова (1875) и Песни и стихотворения от С. Стамболова (1877). Дава част от парите, с които Христо Ботев купува печатницата си.
Спомоществовател е при организиране четите на Таню Стоянов и Христо Ботев. Придружава Ботевата чета от Гюргево до Бекет. Нему Ботев предава прощалните писма до семейството и приятелите си. От Бекет Горов изпраща до европейски вестници телеграмата, с която Ботев осведомява европейската общественост за целта на преминаването на четата му в България. Арестуван след подаване на телеграмата, Димитър е затворен в букурещкия затвор „Въкърещ“. Неговият брат, Атанас Горов, е участник в четата и е убит на Милин камък.
По време на Руско-турската война (1877 – 1878) разпродава имуществото си и се присъединява към руската армия като преводач.
След Освобождението живее в Трявна, където е погребана съпругата му. Открива фабрика за спермацетови свещи, но работата му в България не потръгва. Липсват му сериозни клиенти. Втората му съпруга също е от тревненски род, дъщеря на свещеник Константин (Кою) Витанов – Цветана. Стефан Стамболов му е кум. Виждайки, че работата на Горов съвсем не върви, Захари Стоянов и Стефан Стамболов го убеждават да вземе държавна служба. Горов е назначен като околийски началник в с. Дерманци, Ловешко, и в Плевен. При изпълнението на своята работа, докато преследва опасни престъпници, Горов се простудява сериозно и заболява тежко, вследствие на което не може да продължи работата си. Болестта му се влошава и се „обръща“ на туберкулоза. Изолиран е под грижите на съпругата си. На смъртното си легло Горов казва на жена си: „Ето тези три франка са останали от всичкия ми имот! Запали с тях една свещ на гроба ми!“. Умира на 7 декември 1881 г. в Трявна в крайна нищета. По-късно тленните му останки са пренесени и погребани в Пещера. Две години след смъртта му умира и дъщеря му, която е погребана в неговия гроб. Всички бележки, архиви и книжа на Горов са прибрани от Захари Стоянов и Стефан Стамболов, които искат да издействат пенсия на жена му, обаче нищо не е направено. Цветана се оженва втори път за Ив. Димитров от Оряхово.
От Димитър Горов са останали четири портрета: един от 1867 година, където е снет с майка си баба Йорданка и с брат си Атанас, на втория – с първата му съпруга Иванка Кънчева; на третия – сам и на четвъртия – като околийски началник с втората му съпруга Цветана поп Витанова.
В „Христо Ботйов, опит за биография“ Захари Стоянов помества едно писмо на Христо Ботев до Димитър Горов от 2 май 1875 година. Там Ботев пише:
„Бай Димитре, недей ми се сърди, че не ти писах досега… Приятелството ни трябва да бъде вечно“
В своя коментар на стр. 230; 231 в „Христо Ботйов, опит за биография“, Захари Стоянов отбелязва следното:
„Горов, макар и от цинцарска жилка, беше банкерът на хъшовете. Когото заболеше глава, все при него тичаше, догдето го накараха най-сетне да проси. Ние притежаваме около стотина разаписки от разни хъшове, които са вземали от него пари все в заем. Ботев знаеше, че щом го осучат в печатницата, ще извика от Букурещ „Аман бай Горов!“
В своята книга „Миналото“ (стр. 346) Стоян Заимов цитира следното писмо:
„Братко Горов, (Гюргево)
Моля Ви да подпомогнете Митя Цветков във всяко отношение, а пък ние, докато сме тук (във Враца). Вие не се бойте, защото България трябва да умре, че тогава Вам да Ви стане нещо лошо. Ние сега събираме пари и до един месец ще Ви донесем 400 лири. Народът дава, брате, като е за свобода! С подзрав
Твои братя: Апостолов, Заимов (без дата)“